# Harpalus probatus
Harpalus probatus är en skalbaggsart som beskrevs av Thomas Casey. Harpalus probatus ingår i släktet Harpalus och familjen jordlöpare. Inga underarter finns listade i Catalogue of Life.